# Attaque d'Aguel'hoc (2016)
Pour les articles homonymes, voir Attaque d'Aguel'hoc.
Guerre du Mali
Batailles
L'attaque d'Aguel'hoc a lieu le 18 mai 2016, lors de la guerre du Mali.

## Déroulement
Le 18 mai 2016, un convoi de casques bleus tchadiens de la MINUSMA tombe dans une embuscade au nord d'Aguel'hoc, alors qu'ils escortaient un convoi logistique,. L'attaque commence par l'explosion d'une mine, qui tue quatre soldats d'un coup. Des djihadistes embusqués sur les côtés ouest et est de la route ouvrent ensuite le feu sur le convoi, tandis que les soldats tchadiens répliquent.
Les assaillants finissent par décrocher ; un avion de la MINUSMA survole la zone des combats pendant la nuit, tandis que les soldats tchadiens mènent des patrouilles le lendemain dans le même secteur.

## Revendication
L'attaque est revendiquée le 19 mai par Ansar Dine, dans un communiqué rédigé par Nourredine Ag Mohamed ; ce dernier déclare : « De nombreux ennemis sont restés couchés pour toujours », mais ne donne aucun bilan chiffré.

## Pertes
La MINUSMA annonce le 19 mai que cinq soldats tchadiens ont été tués et trois autres blessés,. Cependant un des blessés succombe le 24 mai, faisant passer le bilan à six morts. 
Trois personnes sont arrêtées par les militaires tchadiens mais l'un d'eux, un berger touareg, meurt le 19 mai, quelques heures après son interpellation. Les deux autres suspects, un fils et un parent du berger, sont relâchés. 